# Anthony Modeste
Anthony „Tony“ Mbu Agogo Modeste (* 14. April 1988 in Cannes) ist ein französischer Fußballspieler.

## Karriere

### Vereine

#### Anfänge in Frankreich

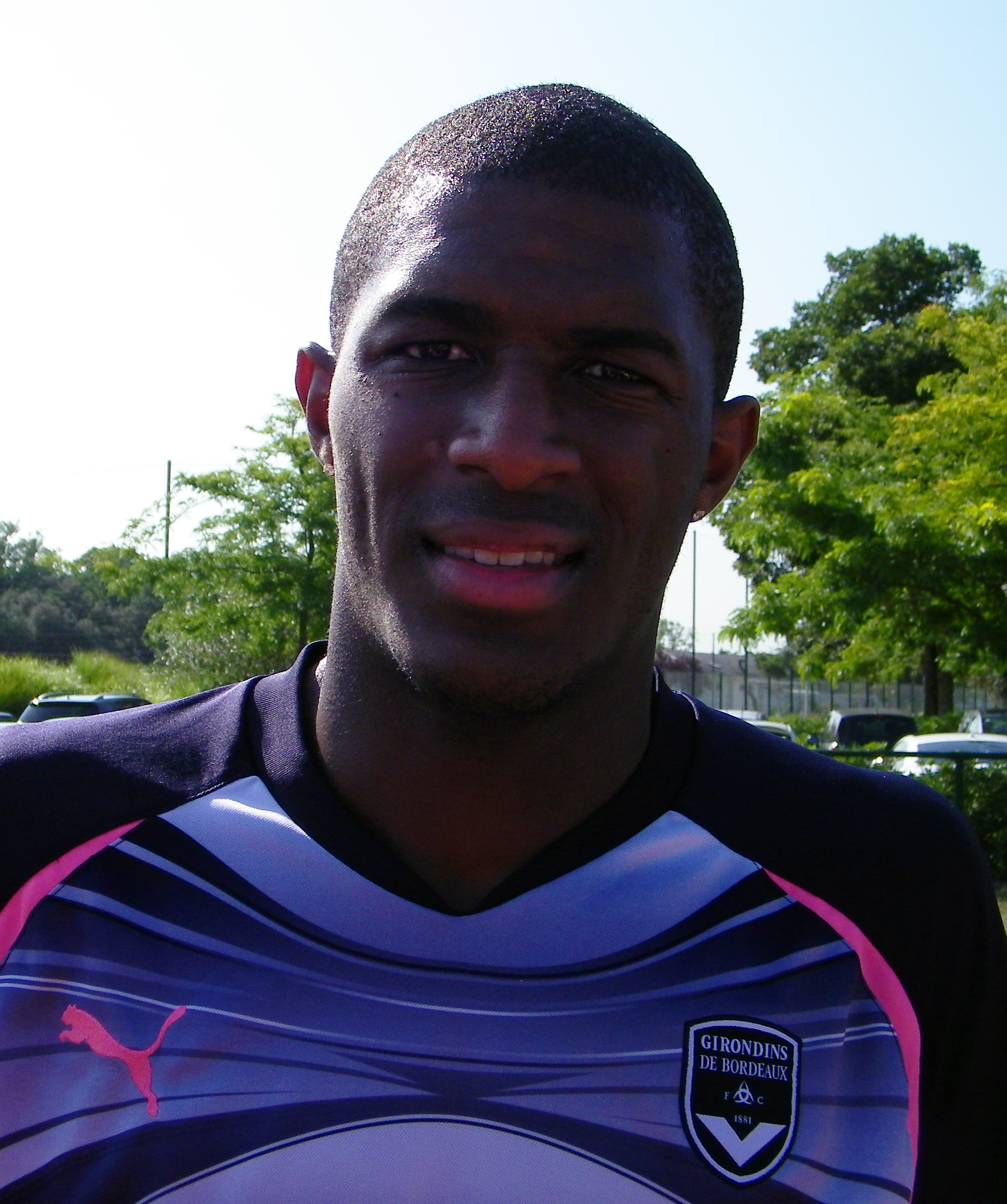
Modeste während seiner Zeit bei Girondins Bordeaux (2010)

Modeste spielte in der Jugend beim Amateurverein Étoile Sportive Fréjusienne und wechselte nach drei Jahren zum OGC Nizza. Dort absolvierte er mehrere Spiele für die zweite Mannschaft, für die er seine ersten Tore erzielte. 2007 schaffte der Stürmer den Sprung in die erste Mannschaft. Er absolvierte in der Ligue 1 insgesamt 42 Spiele für Nizza und erzielte dabei drei Treffer. Für die Saison 2009/10 wurde Modeste in die Ligue 2 zum SCO Angers ausgeliehen. Dort überzeugte er als Führungsspieler und kam auf 19 Ligatreffer, mit denen er zweitbester Torschütze der Ligue 2 wurde.
Im Sommer 2010 wurde Modeste von Girondins Bordeaux mit deren neuem Trainer Jean Tigana verpflichtet. Er unterschrieb einen Vierjahresvertrag und sollte in die Fußstapfen von Marouane Chamakh treten, der zum FC Arsenal abgewandert war. Nach anfänglichen Problemen erzielte Modeste am vierten Spieltag gegen Meister Olympique Marseille in der 88. Minute den Ausgleich, kam in jener Saison zu 37 Einsätzen und zehn Toren, drei davon beim 4:2-Sieg im Auswärtsspiel beim insgesamt in der Liga recht überforderten Neuling AC Arles-Avignon. Am Saisonende belegte er mit Bordeaux den siebten Platz, womit die Qualifikation für einen internationalen Wettbewerb knapp verpasst wurde. In der Folgesaison kam er bis zum Jahresende auf 15 Ligaeinsätze und drei Tore, bevor er für die Rückrunde nach England zum abstiegsbedrohten Premier-League-Verein Blackburn Rovers ausgeliehen wurde. Er kam dort lediglich zu neun Ligaeinsätzen – meist als Einwechselspieler – und blieb ohne Torerfolg. Nach dem Abstieg kehrte er wieder nach Frankreich zurück, nächste Station war SC Bastia auf Korsika, gerade wieder in die Ligue 1 zurückgekehrt. Mit 15 Toren trug Modeste maßgeblich zum Klassenerhalt und Platz 12 bei.

#### TSG 1899 Hoffenheim
In der Sommerpause 2013 verpflichtete die TSG 1899 Hoffenheim, die in der Vorsaison über die Relegation den drohenden Abstieg in die zweite Bundesliga vermieden hatte, Modeste; er erhielt einen Dreijahresvertrag. Der Stürmer konnte sich nie zum Stammspieler entwickeln und stand stets im Schatten der torgefährlicheren Angreifer Kevin Volland und Roberto Firmino. In seiner zweiten und letzten Saison für die Kraichgauer verpasste Modeste mit der Mannschaft als Tabellenachter knapp das Erreichen eines internationalen Starterplatzes. Im Sommer 2015 endete das Engagement des Franzosen bei der TSG.

#### 1. FC Köln
Zur Saison 2015/16 verpflichtete ihn der 1. FC Köln, bei dem er einen bis zum 30. Juni 2019 gültigen Vertrag unterzeichnete. In seinem ersten Pflichtspiel für die Kölner, dem 4:0-Sieg im DFB-Pokal-Spiel gegen den SV Meppen am 8. August 2015, erzielte er die ersten drei Tore. Bei seinem Bundesligadebüt für den FC am 16. August 2015 (1. Spieltag) beim 3:1-Sieg im Auswärtsspiel beim VfB Stuttgart markierte er mit einem Foulelfmeter in der 75. Minute zum 1:0 seinen ersten Ligatreffer im Kölner Trikot. Zum Saisonende hatte Modeste 15 Treffer auf dem Konto. In der Saison 2016/17 erzielte er als drittbester Torschütze 25 Ligatreffer.
Sein größter Erfolg mit den Rheinländern war zugleich auch deren Höhepunkt der letzten Jahre gewesen. Zur Saison 2017/18 qualifizierte man sich als überraschender Tabellenfünfter der Bundesliga-Saison 2016/17 für die Gruppenphase der Europa League. Modeste, in beiden Spielzeiten unangefochtener Stammspieler, entwickelte sich schnell zum Kultspieler.

#### Tianjin Quanjian
Nachdem wochenlang ungewiss war, ob Modeste nun beim 1. FC Köln bleiben oder den Verein verlassen würde, wechselte der Stürmer am 12. Juli 2017 zum chinesischen Erstligisten Tianjin Quanjian, für den er am 29. Juli 2017 beim 2:0-Auswärtssieg gegen Yanbian Funde debütierte. Sein erstes Tor in der Chinese Super League erzielte er am 20. August 2017 beim 1:1 im Auswärtsspiel gegen Changchun Yatai mit dem Treffer zum Ausgleich in der 90. Minute. Während der Saison 2018 löste Modeste seinen Vertrag bei Tianjin Quanjian wegen angeblich ausstehender Gehaltszahlungen auf. Da die Vertragssituation jedoch recht undurchsichtig und die Rechtmäßigkeit der Vertragsauflösung zweifelhaft war und Tianjin Quanjian Modeste nicht ohne Weiteres gehen lassen wollte, fand dieser zunächst keinen Verein zur neuen Saison.

#### Rückkehr nach Köln und Frankreich
Ab Anfang Oktober 2018 trainierte Modeste zunächst bei seinem ehemaligen Verein 1. FC Köln in der zweiten Mannschaft mit, um sich fit zu halten. Mitte November 2018 wurde im Rahmen der 70. Geburtstagsfeier des mittlerweile in der 2. Bundesliga spielenden 1. FC Köln die Rückkehr des früheren Fanlieblings Modeste zum 1. FC Köln bekanntgegeben. Modeste unterschrieb einen Vertrag mit einer Laufzeit bis zum 30. Juni 2023. Dem ehemaligen SPD-Kanzlerkandidaten und EU-Parlamentspräsidenten Martin Schulz soll bei der Rückkehr Modestes zum FC eine entscheidende Rolle zugekommen sein: Schulz bekundete gegenüber der Bild-Zeitung, er habe in China „ein paar Verbindungen“ und den chinesischen Vereinsvertretern mit viel Geschick klarmachen können, dass Modeste „in Köln besser aufgehoben [sei] als in China“.
Nach der Rückkehr zum FC äußerte sich Modeste versöhnlich: „Ich bin einfach nur glücklich, wieder bei dem Verein zu sein, bei dem ich zu Hause bin.“ Die Verpflichtung Modestes galt somit auch als Zeichen der Versöhnung mit Fans des 1. FC Köln, bei denen er durch den Wechsel 2017 teilweise in Ungnade gefallen war, und dem Vize-Präsidenten Toni Schumacher. Dieser hatte nach dem unglücklichen Wechselprozedere im Sommer 2017 geäußert, es sei schön gewesen, dass Modeste da gewesen sei, nun sei es schön, dass er gewechselt sei. Ob Modeste seinen Vertrag in Tianjin wirksam außerordentlich gekündigt hatte, war zum Jahreswechsel 2019 jedoch weiterhin strittig. Die FIFA hatte in einer Entscheidung vom 7. Dezember 2018 Zahlungsansprüche Modestes gegen seinen Altverein bestätigt, jedoch kein klares Urteil über seinen aktuellen Vertragsstatus abgegeben. Am 29. Januar 2019 beantragte der 1. FC Köln – unabhängig vom Verfahren zwischen Modeste und seinem ehemaligen Club – bei der FIFA eine Spielberechtigung für Modeste, die dieser am 14. Februar 2019 erhielt. Einen Tag später gab Modeste sein Comeback, als er bei der 2:3-Niederlage gegen den SC Paderborn 07 eingewechselt wurde und wenige Minuten später die 2:0-Führung erzielte. Sein erstes Heimspiel nach seiner Rückkehr machte Modeste am darauffolgenden Spieltag, als er, erneut als Einwechselspieler, zwei Treffer zum 3:1-Erfolg des FC gegen den SV Sandhausen beisteuerte. Bis zum Saisonende kam Modeste auf 10 Zweitligaeinsätze (3-mal von Beginn), in denen er 6 Tore erzielte. Als Meister stieg er mit dem Verein wieder in die Bundesliga auf.
In der Saison 2019/20 kam Modeste unter dem neuen Cheftrainer Achim Beierlorzer sowie dessen Nachfolger Markus Gisdol auf 27 Bundesligaeinsätze (11-mal von Beginn), in denen er 4 Tore erzielte.
In der Saison 2020/21 kam der Stürmer bis zum 19. Spieltag lediglich zu 8 Ligaeinsätzen, wobei er nur einmal in der Startelf stand. Anfang Februar 2021 kehrte der 32-Jährige in die französische Ligue 1 zurück und schloss sich bis zum Saisonende auf Leihbasis der abstiegsbedrohten AS Saint-Étienne an, für die auch schon sein Vater Guy gespielt hatte. Modeste kam lediglich auf 7 Ligue-1-Einsätze, wobei er 3-mal in der Startelf stand und kein Tor erzielte. Seine Mannschaft erreichte den 11. Platz, jedoch nur 6 Punkte vor Relegationsplatz 18.
Zur Saison 2021/22 kehrte Modeste erneut zum 1. FC Köln zurück, der in der Vorsaison den Abstieg in der Relegation verhindert hatte. Unter dem neuen Cheftrainer Steffen Baumgart gehörte der Stürmer wieder zum Stammpersonal. Er erzielte in 32 Ligaspielen 20 Tore und hatte damit einen großen Anteil am Erreichen des 7. Platzes, womit man sich für die Play-offs zur Europa Conference League qualifizierte. Ihm wurde in seinem bis 2023 laufenden Vertrag  beim 1. FC Köln eine Weiterbeschäftigung nach Karriereende garantiert.

#### Borussia Dortmund
Nachdem er am 1. Spieltag der Saison 2022/23 bereits nicht mehr im Kader des 1. FC Köln gestanden hatte, verkündete Borussia Dortmund einen Tag später, am 8. August 2022, die Verpflichtung von Modeste und reagierte damit auf den langfristigen Ausfall seines neu verpflichteten Angreifers Sébastien Haller. Der Franzose unterschrieb beim BVB, bei dem er auf seinen ehemaligen Teamkollegen Salih Özcan traf, einen bis zum 30. Juni 2023 laufenden Vertrag.
Ein Höhepunkt bei Borussia Dortmund war das 2:2 in der 94. Minute gegen den FC Bayern München in der Saison 2022/23.
Am 28. Mai 2023 wurde bekannt, dass Modeste seinen im Sommer auslaufenden Vertrag nicht verlängert und den Verein am Saisonende verlässt.

#### Al Ahly SC
Im September 2023 wechselte er nach Kairo zum ägyptischen Meister Al Ahly SC, der zu diesem Zeitpunkt von Marcel Koller trainiert wurde, und unterschrieb dort einen Vertrag bis 2024.

#### Intercity CF
Im Februar 2025 wechselte er nach Alicante in die spanische 3. Liga zum Intercity CF.

### Nationalmannschaft
Modeste durchlief mehrere französische Nachwuchsmannschaften. Selbst in seiner im Verein außerordentlich erfolgreichen Saison 2016/17 holte ihn Nationaltrainer Didier Deschamps jedoch nicht in sein A-Elf-Aufgebot, weil er in der Offensive neben dem eingespielten Trio Payet-Griezmann-Giroud mit Blick in Richtung WM 2018 auf sehr junge Stürmer (Coman, Dembélé, Fekir, Lemar, Martial, Mbappé) setzte und zudem mit Lacazette, Benzema und Gameiro noch drei Routiniers in der Hinterhand hatte.

## Titel
- Meister der 2. Bundesliga und Aufstieg in die Bundesliga: 2019

## Sonstiges
Modeste ist der Sohn des aus Martinique stammenden Fußballspielers Guy Modeste, verheiratet und Vater einer Tochter und eines Sohnes.
Der Rapper MKN hat Modeste einen Song gewidmet, dessen Titel der Name des Sportlers ist. Die Kölner Musikgruppe Klüngelköpp veröffentlichte 2017  den Song Anthony Modeste, eine Cover-Version des Boney-M.-Liedes Hooray! Hooray! It's a Holi-Holiday, zu dem Fans des 1. FC Köln den Text beisteuerten. Auch Stimmungssänger Ikke Hüftgold nahm im Mai 2017 gemeinsam mit dem VfL Eschhofen und Kreisligalegende ein mit Modeste Song betiteltes Lied auf.